# Trans Aq'
La Trans Aq' est une course raid nature à pied par étapes de 230 km en autosuffisance alimentaire le long du littoral aquitain.

## Présentation
7 éditions ont été organisées de 2005 à 2011. 
Elle se déroulait début juin et comportait :
- six étapes de 30 à 60 km dont une de nuit[2]
- 1/4 du parcours sur la plage, 3/4 en forêt
- autosuffisance alimentaire[2] (2 fois 3 jours)
- bivouacs